# Дифференциатор
Дифференциа́тор, устройство дифференцирующее — аналоговый функциональный блок в АВМ структурного типа.

## Характеристики
Дифференциатор формирует на выходе сигнал, пропорциональный скорости изменения входного воздействия.
Зависимость между входной и выходной величиной можно представить в виде формулы:
{\displaystyle y(t)=-k{\frac {dx(t)}{dt}}},
где {\displaystyle y(t)} — выходная величина, {\displaystyle x(t)} — входная, {\displaystyle k} — коэффициент передачи.
Напряжение на выходе для идеального дифференциатора вычисляется по формуле:
{\displaystyle u_{\text{out}}(t)=-{R}{C}{\frac {du_{\text{in}}(t)}{dt}}},
где {\displaystyle u_{\text{out}}} — выходное напряжение, {\displaystyle u_{\text{in}}} — входное.
Идеальный дифференциатор способен усиливать паразитные высокочастотные помехи входного сигнала. На практике применяются схемы дифференциаторов, реализующие операцию дифференцирования приближенно.

## Принципиальная схема
Схема идеального дифференциатора представляет собой конденсатор, включенный на вход операционного усилителя, в цепь обратной связи которого включен резистор.
При синусоидальном напряжении дифференциатор ведет себя как фильтр верхних частот, коэффициент усиления которого пропорционален частоте входного сигнала.
Недостаток дифференциатора — чувствительность к шумам высокой частоты. Устраняется это недостаток ограничением усиления на высоких частотах при помощи резистора, включенного последовательно с емкостью. В этом случае схема будет работать как дифференциатор до частот определяемой выражением {\displaystyle F={\frac {1}{2\pi RC}}}.